# Sappy

"Sappy" é uma canção da banda Estadunidense Nirvana. É a última canção (não recebeu créditos) da compilação de músicas de vários artistas em benefício das fundações da luta contra a AIDS de 1993 No Alternative. 

## História
A canção "Sappy" foi escrita em 1988, e foi gravado em estúdios várias vezes, pois o autor da musica Kurt Cobain, nunca ficou completamente satisfeito com nenhuma de suas versões. A versão final foi gravada em 1993 para inclusão no álbum In Utero, mas no ultimo minuto foi deletada e colocada no No Alternative e o nome original dessa musica foi "Verse Chorus Verse" (geralmente é chamado de "Sappy" para evitar confusão).

## Significado da Canção
Como várias músicas do Nirvana, "Sappy" fala sobre armadilhas e codependências. No entanto, ao contrário de músicas como "About a Girl" e "Heart-Shaped Box", não é cantada a partir da perspectiva da pessoa mais fraca. Em "Sappy", Cobain usa a perspectiva de segunda pessoa.
Também é dito que ele pode falar sobre questões relacionadas com a morte, como mostrado em versos como: "He'll keep you in a jar" (ele vai te manter em uma jarra), "He'll give you breathing holes" (ele fará buracos para você respirar), "He'll cover you with grass" (ele cobrirá você com grama) ou "Conclusion came to you" (a conclusão veio a você).
Outro nome da música, "Verse Chorus Verse", pode ser interpretado como um comentário cínico sobre a dinâmica do "ruído calmo", um formato que Cobain adotou de várias de suas bandas favoritas como Pixies , e provavelmente o que mais usava o Nirvana. O original "Verse Chorus Verse", uma demo que nunca foi terminada durante as sessões de Nevermind por Butch Vig em 1991 , usa a mesma dinâmica.

## Posição nas paradas musicais
| Parada (1994)                                         | Melhor posição |
| ----------------------------------------------------- | -------------- |
| Estados Unidos (Alternative Top 50) (Radio & Records) | 9              |